# Storhuvudet
Storhuvudet este o arie protejată (arie specială de conservare — SAC, sit de importanță comunitară — SCI) din Suedia întinsă pe o suprafață de 698,1 ha, integral pe uscat.

## Localizare
Centrul sitului Storhuvudet este situat la coordonatele 65°56′45″N 21°31′06″E / 65.9459°N 21.5183°E.

## Înființare
Situl Storhuvudet a fost declarat sit de importanță comunitară în decembrie 1995 pentru a proteja 1 specie de plante și 2 specii de animale. Situl a fost protejat și ca arie specială de conservare în martie 2011.

## Biodiversitate
Situată în ecoregiunea boreală, aria protejată conține 7 habitate naturale: Mlaștini împădurite, Taiga vestică, Păduri fino-scandinave bogate în ierburi cu Picea abies, Cursuri de apă de la nivel de câmpie la nivel montan, cu vegetație Ranunculion fluitantis și Callitricho-Batrachion, Mlaștini turboase de tranziție și turbării mișcătoare, Ape oligotrofe din câmpii nisipoase, cu un conținut foarte redus de minerale (Littorelletalia uniflorae), Turbării Aapa.
La baza desemnării sitului se află mai multe specii protejate:
- plante (1): Herzogiella turfacea
- nevertebrate (2): Agathidium pulchellum, Xyletinus tremulicola